# اتین تشیسکدی
اتین تشیسکدی (انگلیسی: Étienne Tshisekedi؛ زادهٔ ۱۴ دسامبر ۱۹۳۲ – درگذشتهٔ ۱ فوریه ۲۰۱۷) یک سیاست‌مدار اهل جمهوری دموکراتیک کنگو بود. اتین تشیسکدی در ۱ فوریه ۲۰۱۷ یک هفته بعد از بستری شدن در بیمارستانی در بروکسل در سن ۸۴ سالگی درگذشت.